# داين
في الميكانيكا وفي الفيزياء الداين هو وحدة القوة طبقا لنظام الوحدات جرام سنتيمتر ثانية ، وهو القوة اللازمة لتسريع 1 جرام بعجلة قدرها 1 سنتيمتر/ ثانية2.
أي أن :
dyn = 1 g·cm/s²
حيث
g . . جرام
cm . . سنتيمتر
s . . ثانية
وتوجد وحدة للقوة أكبر من الداين مئة ألف مرة، وهي نيوتن
والعلاقة بين النيوتن والداين هي
1 داين = 10−5 . . . . نيوتن
ذلك لأن 1 نيوتن :
1N = 1 kg·m/s²
حيث :
kg . . . كيلوجرام
m . . . متر
وفي حين توجد وحدات كثيرة للقوة نشأت من اختلاف الموازين والمقاييس المستعملة من بلد لآخر، إلا أن أهمها عالميا هما الداين و النيوتن . ويستخدم النيوتن والكيلو نيوتن (1000 نيوتن) في هندسة البناء، والهندسة الميكانيكية .